# Linia kolejowa nr 256
Linia kolejowa nr 256 – w większości niezelektryfikowana, jednotorowa linia kolejowa znaczenia miejscowego łącząca Szymankowo z Nowym Dworem Gdańskim przez Nowy Staw. Położona w województwie pomorskim oraz na obszarze działania PKP PLK Zakładu Linii Kolejowych w Gdyni. Na odcinku od km 0,839 do końca linii jest ona wyłączona z eksploatacji.

## Historia
Linia kolejowa Szymankowo - Nowy Dwór Gdański została oddana do eksploatacji 1 października 1886 roku. Jej budowa była związana z rozwojem przemysłu przetwórczego na terenie Żuław Wiślanych (m.in cukrownia i słodownia w Nowym Stawie, browar, cukrownia i fabryka wódek w Nowym Dworze Gdańskim). Od początku istnienia pełniła ważną rolę w systemie transportowym regionu delty Wisły. Lokalny węzeł kolejowy w Szymankowie stał się punktem przesiadkowym położonym na magistrali Berlin - Królewiec. Znaczny ruch pasażerski wymusił budowę nowego wyprowadzenia linii na stację w Szymankowie, co wyeliminowało kolizję z pociągami na linii Tczew - Malbork. W 1920 roku cała linia kolejowa znalazła się na terytorium Wolnego Miasta Gdańska. Zgodnie z postanowieniami konwencji polsko-gdańskiej PKP zapewniały obsługę linii kolejowych w Wolnym Mieście, czyli również linii Szymankowo - Nowy Dwór Gdański. W latach 1921–1939 linia była podporządkowana Dyrekcji Kolei Państwowych w Gdańsku. Z chwilą wybuchu II wojny światowej w 1939 funkcje zarządzające przejęła nowo utworzona przez Kolej Rzeszy Dyrekcja Kolei Rzeszy w Gdańsku (Reichsbahndirektion Danzig - RBD/Rbd Danzig.
Od 1945 roku linia kolejowa Szymankowo - Nowy Dwór Gdański była administrowana przez Północną Dyrekcję Kolei Państwowych w Gdańsku (od 1975 roku Północną DOKP w Gdańsku). W styczniu 1949 odcinek Nowy Staw - Nowy Dwór Gdański przekuto na 750 mm, co wpisało go w sieć Gdańskich Kolei Dojazdowych. Kilka miesięcy później odcinek ten ponownie przebudowano na szerokość 1435 mm. Do roku 1994 pod Nowym Stawem istniało skrzyżowanie z linią wąskotorową Lichnowy - Lipinka Gdańska. W Nowym Dworze Gdańskim i Nowym Stawie istniały stacje styczne z siecią żuławskich kolei wąskotorowych. Prowadzono tam intensywne prace przeładunkowe. W okresie powojennym liczba pociągów osobowych oscylowała wokół 5 par: 1 pary relacji Tczew - Nowy Dwór Gdański i 4 par relacji Szymankowo - Nowy Dwór Gdański. Kolej zapewniała także transport towarów lokalnym zakładom przemysłowym, gospodarstwom rolnym i gminnym spółdzielniom z całego terenu Żuław Wiślanych. 10 lipca 1989 roku Północna DOKP w Gdańsku podjęła decyzję o zawieszeniu kursowania pociągów osobowych na linii nr 256, wprowadzając kolejową komunikację autobusową. KKA kursowała do 1997 roku. W 2007 roku rada powiatu malborskiego i rada powiatu nowodworskiego podjęły uchwałę o zamiarze przejęcia linii kolejowej nr 256 oraz o planowanej stałej reaktywacji przewozów pasażerskich do Szymankowa i Nowego Dworu Gdańskiego. W latach 2009–2013 w okresie letnim uruchamiane były pociągi relacji Grudziądz - Nowy Dwór Gdański, skomunikowane z pociągami Żuławskiej Kolei Dojazdowej, z których korzystało nawet 500 osób dziennie. W roku 2014, ze względu na modernizację linii nr 9 w Szymankowie, wjazd na linię 256 był niemożliwy. W marcu 2015 roku w okolicach Tralewa doszło do kradzieży kilkuset metrów torów. Spowodowało to nieprzejezdność linii. PLK będące zarządcą linii nie są zainteresowane odbudową torowiska i wyłączyły linię kolejową nr 256 z eksploatacji.

## Przewoźnicy

### PKP Cargo

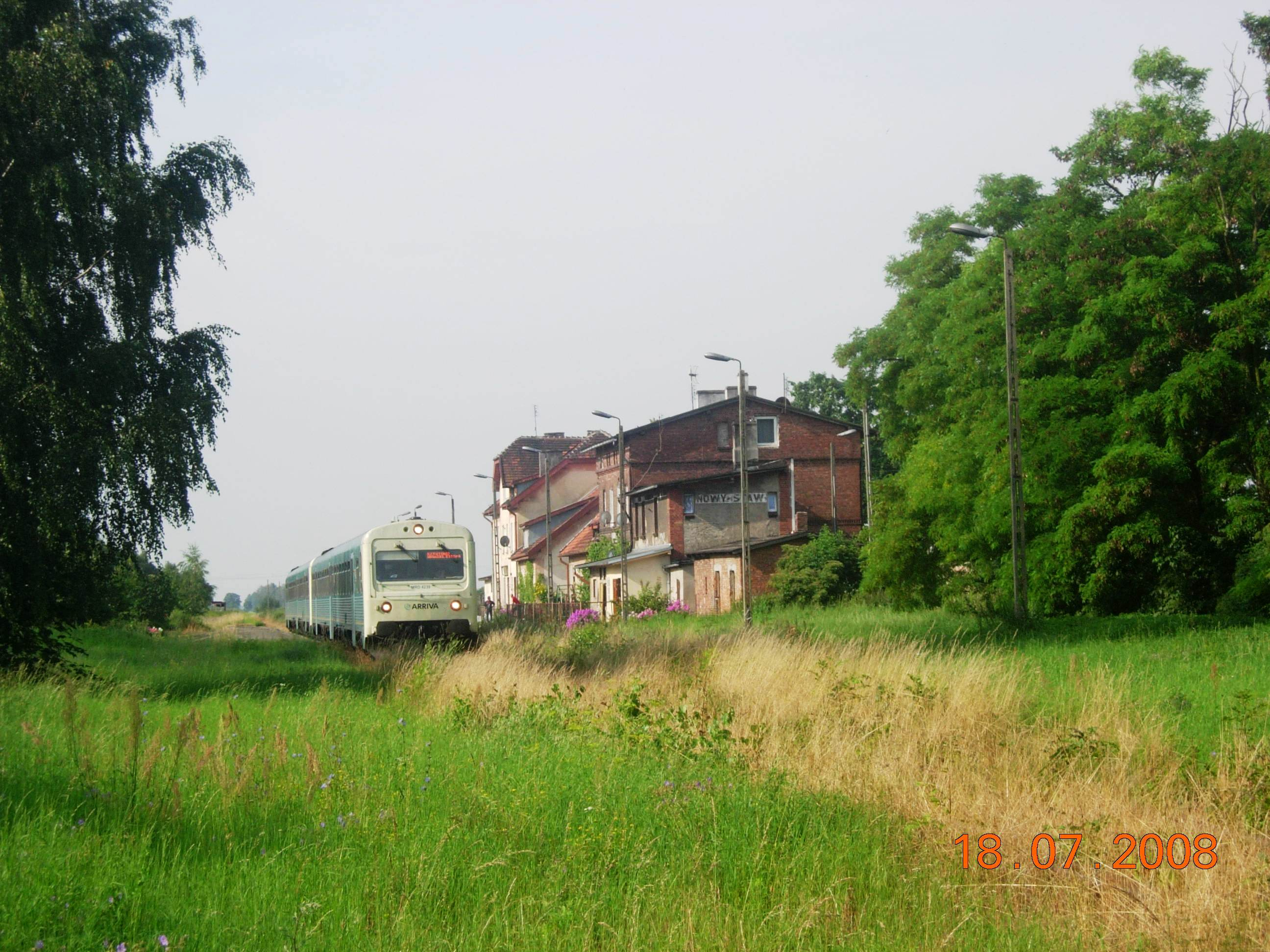
Pociąg osobowy relacji Grudziądz - Nowy Dwór Gdański na stacji w Nowym Stawie

W zależności od potrzeb klientów Północny Zakład Spółki PKP Cargo S.A. uruchamiał pociąg zdawczy relacji Malbork - Nowy Dwór Gdański obsługujący ładownie w Nowym Stawie i Nowym Dworze Gdańskim. Pociągi te najczęściej pojawiały się wiosną. Od 2015 roku, ze względu na nieprzejezdność linii nr 256, pociągi te nie są uruchamiane.

### Arriva RP
Od 4 lipca 2009 roku do 31 sierpnia 2013 roku Arriva RP wspólnie z Pomorskim Towarzystwem Miłośników Kolei Żelaznych wprowadziła nowy produkt turystyczny pod nazwą "Wakacyjny pociąg nad morze". W każdą sobotę lipca i sierpnia pociąg osobowy z Grudziądza (poranny) i Kwidzyna (popołudniowy) kursował do Nowego Dworu Gdańskiego, gdzie był skomunikowany z pociągiem Żuławskiej Kolei Dojazdowej kursującym do Stegny i Sztutowa. Pociągi powrotne łączyły Nowy Dwór Gdański ze stacją Toruń Główny i Kwidzyn.